# Фейжо, Антониу
Анто́ниу Жуаки́н де Ка́штру Фейжо́ (порт. António Joaquim de Castro Feijó; 1 июня 1859, Понте де Лима — 20 июня 1917, Стокгольм) — португальский дипломат, журналист, писатель и поэт, представитель различных направлений португальской литературы: романтизма, парнасской школы, символизма.

## Биография и творчество
В биографическом справочнике Portugal датой рождения указан 1862 год. В 1883 году завершил обучение на факультете права Коимбрского университета, вскоре после чего начал дипломатическую карьеру. В 1886 году был назначен консулом в Бразилию в Риу-Гранди-ду-Сул, в 1888 году переведён в Пернамбуку, с марта 1891 года исполнял обязанности генерального консула в Стокгольме, а с 1900 года также и в Копенгагене. В Швеции и Дании занимал эти должности на протяжении ряда лет с перерывами на отпуск в Лиссабоне.
В студенческие годы в Коимбре стал одним из основателей журнала Revista Científica e Literária. С конца 1870-х до начала 1890-х годов был сотрудником различных периодических изданий.
При жизни был признан авторитетным поэтом. Проявил себя в различных направлениях португальской поэзии, отдав дань романтизму, парнасской школе, декадентству и символизму. Такая эклектичность была обусловлена испытанным воздействием: от Леконта де Лиля, Теодора де Банвиля и Готье до Виктора Гюго, от Леопарди до Бодлера и Герры Жункейру. Первый поэтический сборник, Transfigurações, опубликовал в 1882 году. За ним последовали поэтические антологии Líricas e Bucólicas (1884) и À Janela do Ocidente (1885), позднее вышел Cancioneiro Chinês (1890) в французском  духе. В Bailatas, опубликованных в 1907 году под псевдонимом Абреу и Лима (Abreu e Lima), пытался пародировать декадентов, хотя многие сочинения были созвучны собственному символистскому настроению. Последние поэтические опусы были изданы посмертно в 1922 году в сборнике Sol de inverno — они проникнуты сдержанным лиризмом и символизмом, мотивами печали и смерти. Траурные настроения поэзии были обусловлены безвременной кончиной супруги поэта в 1915 году.

## Cancioneiro Chinês
После условной победы реалистов над романтиками в решении так называемого «коимбрского вопроса» (Questão Coimbrã) среди университетской молодёжи Коимбры определилось эстетское течение приверженцев французских парнасцев. Из них только двое хорошо усвоили урок почитаемых мастеров литературных форм (Готье, Леконта де Лиля, Коппе и Гейне), став в будущем известными литераторами — это Эса де Кейрош и Гонсалвеш Крешпу. А. Ж. Сарайва и О. Лопеш назвали Гонсалвеша Крешпу первым по времени, а также и наиболее выдающимся португальским парнасцем.
В конце 1870-х годов в Коимбре возникла новая группа португальских парнасцев, среди которых выделялся Антониу Фейжо как наиболее значительный ученик Гонсалвеша Крешпу и последователь французских парнасцев. В «Китайском песеннике» (1890) поэт положил на стихи переводы французской прозы, отразив тягу парнасцев к экзотике.
«Китайский кансионейру» или «Китайский песенник» (Cancioneiro Chinês) Антониу Фейжо издал в 1890 году. В антологии были представлены поэтические переводы прозаических текстов сборника Жюдит Готье «Яшмовая книга» (или «Нефритовая книга» фр. Livre de Jade, 1867), опубликованные под псевдонимом Judith Walter. В 1902 году уже под своим именем дочь Теофиля Готье выпустила новое переработанное издание «Нефритовой книги», на титульном листе которого было заявлено, что публикация содержит переводы поэзии с китайского языка
Как 1-е, так и 2-е издания «Китайского кансионейру» начинались предисловием китайского дипломата Ченга Житонга, подписавшегося именем фр. Tcheng-Ki-Tong и заявившего, что «„Нефритовая Книга“ Готье представляет собой шедевр, поскольку является антологией, составленной из сочинений наших поэтов, которые заслужили звание Tsai-tseu, то есть — гениев».
Публика утвердилась в мнении, что в антологии Жюдит Готье реально отражала магический и таинственный свет Луны, воспетый великими китайскими  поэтами. Издание обрело успех, переиздавалось, было переведено на другие языки, но давало публике весьма далёкое от реального представление о китайской поэзии.
В 1918 году в примечании к сборнику «Фарфоровый павильон» Н. С. Гумилёв признался: «Основанiемъ для этихъ стиховъ послужили работы Жюдитъ Готье, маркиза Сенъ-Дени, Юара, Уили и др.».
В 2006 году Фердинанд Стосе (Ferdinand Stocès) подверг сомнению аутентичность китайских источников французских переводов Готье: по данным исследователя, в издании 1902 года 22 из 110 стихотворений действительно были переводами с китайского, и 25 были созданы Эрве де Сен-Дени или вдохновлены им. Остальные были плодом воображения Готье. При сопоставлении текстов Le Pavillon de porcelaine Готье, O Pavilhão de Porcelana Фейжо и «Фарфорового павильона» Гумилёва с переводом китайского оригинала Ли Бо становится очевидно, что в первоисточнике нет ни фарфора, ни подогретого вина, никто не заламывал шляпы и не сочинял стихи.
В 1922 году был опубликован выборочный перевод «Китайского песенника» на английский язык. В него вошла ровно половина стихотворений Фейжо из издания 1903 года — 24 из 48.

## Издания
- Feijó A. Cancioneiro Chinês :  [порт.] / António Feijó. — 2.ª edição revista e augmentada / Préface par Tcheng-Ki-Tong  (фр.). — Lisboa : Tavares Cardoso & Irmão, 1903. — XVIII, 140 p.
- Songs of Li-Tai-Pè : from the «Cancioneiro Chines» of Antonio Castro Feijo :  [англ.] / An Interpretation from the Portuquese by Jordan Herbert Stabler. — New York : Edgar H. Wells & Co, 1922. — 43 p.

## Комментарии
1. ↑  Романтизм оказался живучим и проявлял себя до начала XX века, в конце XIX века трансформировался в неоромантизм.
2. ↑  Первый китаец, чьи работы были опубликованы на французском языке.